# Ptisma
Ptisma – wymarły rodzaj chrząszczy z podrzędu wielożernych i nadrodziny kusaków, jedyny z monotypowej rodziny Ptismidae. Obejmuje tylko jeden opisany gatunek, P. zasukhae.

## Taksonomia
Rodzaj i jego gatunek typowy opisane zostały po raz pierwszy w 2016 roku przez Dany’ego Azara i Aleksandra Kirejczuka na łamach „Cretaceous Research”, w publikacji współautorstwa Filippa Czetwierikowa i Poliny Kirejczuk. Opisu dokonano na podstawie inkluzji pojedynczego okazu w bursztynie libańskim, datowanej na barrem w kredzie i odnalezionej w odkrywce między Nabba Es-Sukkar a Brissą w Libanie. Nazwa rodzajowa pochodzi od greckiego πτισμα, oznaczającego „ziarnko”. Epitet gatunkowy nadano na cześć Ljudmiły Zasuchej, szkolnej nauczycielki Kirejczuka z Charkowa, początkowo w błędnym zapisie zhasukhai, który skorygowano jeszcze w 2016 roku. Omawiany rodzaj autorzy opisu umieścili w nowej, monotypowej rodzinie w obrębie nadrodziny kusaków. 

## Morfologia
Chrząszcz o podługowato-owalnym, przeciętnie sklepionym grzbietowo i słabo wypukłym brzusznie ciele długości około 0,6 mm i szerokości około 0,3 mm. Wierzch ciała był kasztanowobrązowy, porośnięty pokładającymi się, bardzo krótkimi włoskami oraz opatrzony nadzwyczaj drobnym, rozproszonym punktowaniem. Spód tułowia był niepunktowany, jaśniejszy od wierzchu, a odnóża i szczyt spodu odwłoka rude.
Głowa była krótka, poprzeczna, nieprzewężona u nasady, o bardzo dużych, owalnych oczach z dużymi fasetkami, niewystających skroniach, szerszej niż dłuższej i na wierzchołku ściętej wardze górnej, smukłych oraz łagodnie zakrzywionych i ostro zakończonych żuwaczkach. Pozbawiona była choćby szczątkowego szwu czołowo-nadustkowego. Czułki budowało dziesięć członów, z których dwa ostatnie tworzyły zwartą buławkę zaopatrzoną w sensilla w kształcie kolumelli oraz w podobne sensillom krótkie, eliptyczne cylindry. Panewki czułków zasłonięte były fałdem czoła. O połowę od czułków krótsze głaszczki szczękowe miały bardzo długi, prawie walcowaty człon ostatni.
Równomiernie sklepione, najszersze u podstawy, szersze od głowy, łukowato ku przodowi zwężone przedplecze miało płytko wykrojoną krawędź tylną, rozszerzone boki i wysunięty ponad głowę przód. Tarczka miała zarys trójkąta równobocznego z wąsko zaokrąglonym szczytem. Szeroko po bokach łukowate i na szczycie wspólnie zaokrąglone pokrywy miały długość 1,7 raza większą od łącznej szerokości. Epipleury nie były wyodrębnione. Brzegi tylnych skrzydeł miały strzępiny szczecinek. Przednie biodra były co najwyżej wąsko odseparowane, środkowe duże i odseparowane szeroko, tylne zaś styczne, poprzeczne i osłonięte dużymi, łukowatymi na tylnych brzegach płytkami udowymi. Przeciętnie szczupłe i długie odnóża miały bardzo duże i poprzeczne krętarze oraz czteroczłonowe, bardzo długie i cienkie stopy zwieńczone niezmodyfikowanymi pazurkami. Golenie przedniej pary były rozszerzone, wzdłuż krawędzi zewnętrznej opatrzone gęstymi, długimi i delikatnymi szczecinkami, a na szczycie szczecinkami grubymi. Golenie par pozostałych były nierozszerzone, zgrubiałe odsiebnie, opatrzone dwiema bardzo silnymi ostrogami na szczycie oraz długimi i grubymi szczecinkami wokół owalnego pólka na tylnej powierzchni.
Odwłok miał szeroko zaokrąglone na szczycie i niewystające spod pokryw pygidium, a na spodzie siedem widocznych sternitów, z których ostatni również był szeroko na szczycie zaokrąglony.